# 장원둥
장원둥(중국어 간체자: 张文东, 정체자: 張文東, 병음: zhāng wéndōng, 한자음: 장문동, 1969년 5월 5일 ~ )은 중국 베이징 출신의 중국기원 소속 바둑 기사이다.
현재 중국바둑협회 부비서장, 중국바둑갑조리그 조직위원회 부주임이다. 1977년 바둑을 시작해 1982년 입단, 1993년에 9단이 되었다.
프로기사 최초로 바둑 단위제 도입 이후 같은 해 전국 바둑 개인전 남자부 정상에 올랐다.